# Quasimoto
Quasimoto é um projeto paralelo do Produtor musical Madlib, de Oxnard, Califórnia . Quasimoto é composto por Madlib e seu alter ego animado Lord Quas, que é conhecido por sua voz fina, que  interage com a voz normal de Madlib. Quasimoto foi concebido em um dia nos estúdios da Stones Throw Records, quando Madlib decidiu cantar em seu próprio ritmo, porem não havia gostado do som de sua voz normal (seus amigos o chamam de "Barry White" por causa de sua voz profunda), então ele decidiu desacelerar, cantar lentamente e depois acelerar a gravação de volta para produzir o som agudo característico de Lord Quas. Maioria das letras de Quasimoto falam de temas como violência e uso de drogas de forma cômica e satírica, tanto que o personagem Lord Quas foi visto como uma satíra do gangsta rap .

## História
o DJ, produtor musical e dono da Stones Throw, Peanut Butter Wolf, ouviu demos de Quas e incentivou Madlib a lançar mais faixas sob esse nome. Então Quasimoto participou do álbum My Vinyl Weighs a Ton de Peanut Butter Wolf em 1998, na música "Styles Crews Flows Beats". Mais tarde, Madlib lançou o álbum de estreia de Quasimoto, The Unseen, no ano de 2000. Este álbum recebeu muitos elogios dos fãs de rap underground e da mídia, estando na lista dos melhores álbuns daquele ano na Spin .
A ideia original de Madlib para seu personagem era torná-lo uma "pessoa ou entidade desconhecida", daí o título do álbum de estreia de Quasimoto, The Unseen . Embora o personagem tenha sido mostrado como uma figura humanóide totalmente branca na capa do álbum, a aparência do personagem mudou depois que os fãs começaram a associa-lo com uma criatura amarela com uma tromba que é mostrada na capa do single Microphone Mathematics  do mesmo album The Unseen.

Logotipo usado desde 1999

Após o lançamento de The Unseen, Madlib passou os anos seguintes trabalhando em diferentes projetos, como o Yesterdays New Quintet e seu álbum Shades of Blue . Quas ressurgiu em 2003, fazendo algumas aparições especiais, notadamente em Champion Sound de Jaylib (J Dilla e Madlib) na faixa "React" e Madvillainy de Madvillain (Madlib e MF DOOM ) nas faixas "America's Most Blunted" e "Shadows of Tomorrow". Quasimoto retornou oficialmente com o EP Bus Ride apenas em vinil em 2005, continuando seu estilo distinto de rimas agudas e samples pouco ortodoxos.
Em 2005, Quasimoto lançou seu segundo álbum The Further Adventures of Lord Quas, que continha participações especiais de M.E.D. e MF Doom. A capa do álbum traz uma referência ao álbum de Frank Zappa, Freak Out! , a capa apresenta uma foto do produtor J Dilla, e uma foto de Wild Man Fischer, que também é referenciado em uma das faixas. A voz de Melvin Van Peebles aparece em várias faixas de ambos os álbuns.
Em junho de 2013 eles lançaram a coletânea Yessir Whatever, que contém 12 faixas feitas ao longo de um período de 12 anos. Algumas faixas foram lançadas em LPs raros e esgotados, enquanto outras eram inéditas, sendo mixadas e masterizadas pela primeira vez para a compilação.
Em 2016, Quas anunciou um álbum e uma turnê no ano seguinte atravez de uma postagem no Instagram. No entanto nenhum álbum foi lançado.

## Discografia

### Álbuns de estúdio
- The Unseen (2000)
- The Further Adventures of Lord Quas (2005)
- "The Further Adventures Instrumentals" (2013)

### Álbuns de compilação
- Yessir Whatever (2013)

### Singles
- "Hittin' Hooks" (1999)
- "Microphone Mathematics" (1999)
- "Basic Instinct" (2000)
- "Come On Feet" (2000)
- "Astronaut" (2002)
- "Broad Factor" (2004)
- "Bus Ride" (2005)
- "The Front / Youngblood" (2005)
- "Bullysh!t/Seasons Change" (2005)